# Síndrome de Stendhal
Síndrome de Stendhal, hiperculturemia ou síndrome de Firenze (Florença) é uma doença psicossomática que causa aceleração do ritmo cardíaco, vertigens, desmaio, confusão e mesmo alucinações, quando um indivíduo é exposto a  obras de arte de elevado valor. 

## Nome
O nome da síndrome se deve ao escritor francês Stendhal (pseudônimo de Henri-Marie Beyle) que, tendo sido acometido dessa perturbação em 1817, fez a primeira descrição detalhada dos seus sintomas, posteriormente publicada no livro Nápoles e Florença: uma viagem de Milão a Reggio. Durante a sua visita à Basílica de Santa Croce em Florença, Itália, após observar os famosos afrescos de Giotto no teto, ficou extremamente emocionado com o que viu, e descreveu a sensação nas seguintes palavras: 
"Eu caí numa espécie de êxtase, ao pensar na ideia de estar em Florença, próximo aos grandes homens cujos túmulos eu tinha visto. Absorto na contemplação da beleza sublime… Cheguei ao ponto em que uma pessoa enfrenta sensações celestiais… Tudo falava tão vividamente à minha alma… Ah, se eu tão-somente pudesse esquecer. Eu senti palpitações no coração, o que em Berlim chamam de 'nervos'. A vida foi sugada de mim. Eu caminhava com medo de cair.”
Apesar de, desde o relato de Stendhal, centenas de pessoas terem sentido sintomas similares nas mesmas circunstâncias, a síndrome não foi descrita e nomeada senão em 1979, pela psiquiatra italiana Graziella Magherini.